# University of Aberdeen
University of Aberdeen (lat.: Universitas Aberdonensis) er et offentligt universitet i Aberdeen i Skotland. Det har ca. 13.500 studenter (2005).
Det er et af de ældste universiteter i Skotland. Dets to forløbere King's College, grundlagt i 1495, og Marischal College, grundlagt i 1593, blev slået sammen til University of Aberdeen i 1860.
Universitetet drev Marischal Museum frem til 2008, hvor det lukkede pga. ombygninger i Marischal College. En del af samlingen er nu en del af King's Museum, der blev oprettet i 2011.

## Fakulteter
- College of Arts and Social Sciences
  - School of Divinity
  - History and Philosophy
  - School of Education
  - School of Language & Literature
  - School of Law
  - School of Social Science
  - University of Aberdeen Business School
- College of Life Sciences and Medicine
  - School of Biological Sciences
  - School of Medical Sciences
  - School of Medicine
  - School of Psychology
  - Graduate School
- College of Physical Sciences
  - School of Engineering and Physical Sciences
  - School of Geosciences
  - Graduate School